# Anna Christie (film 1931)
Anna Christie – amerykański dramat filmowy z 1931. Ekranizacja sztuki o tej samej nazwie Eugene’a O’Neilla.
Jest to niemieckojęzyczna wersja filmu Anna Christie z 1930 roku. Obie wersje kręcone były równocześnie, jednak z dwiema różnymi ekipami produkcyjnymi oraz inną obsadą. Jedyną aktorką występującą w obu wersjach filmu jest Greta Garbo.

## Obsada
- Greta Garbo jako Anna Christie
- Theo Shall jako Matt Burke
- Hans Junkermann jako Chris Christofferson
- Salka Viertel jako Marthy Owens